# Тощенко, Викентий Никанорович
Викентий Никанорович Тощенко (1910—1943) — капитан Рабоче-крестьянской Красной Армии, участник Великой Отечественной войны, Герой Советского Союза (1944).

## Биография
Родился в ноябре 1910 года в станице Никольской Семиреченской области, (ныне — город Ушарал в Алакольском районе Алматинской области Казахстана). После окончания семи классов школы работал в колхозе. В 1932 году был призван на службу в Рабоче-крестьянскую Красную Армию. В 1941 году он окончил курсы младших лейтенантов. С начала Великой Отечественной войны — на её фронтах.
К сентябрю 1943 года гвардии капитан Викентий Тощенко был помощником начальника штаба 5-го гвардейского кавалерийского полка 1-й гвардейской кавалерийской дивизии 1-го гвардейского кавалерийского корпуса Воронежского фронта. Отличился во время битвы за Днепр. 23 сентября 1943 года вместе с двумя эскадронами переправился через Днепр в Переяславском районе Киевской области Украинской ССР и принял активное участие в боях за захват и удержание плацдарма на его западном берегу, два дня отражая непрерывные немецкие контратаки. 
26 сентября 1943 года погиб в бою. Похоронен на аллее Героев в городе Переяслав Киевской области Украины.
Указом Президиума Верховного Совета СССР «О присвоении звания Героя Советского Союза генералам, офицерскому, сержантскому и рядовому составу Красной Армии» от 10 января 1944 года за «образцовое выполнение боевых заданий командования на фронте борьбы с немецко-фашистскими захватчиками и проявленные при этом отвагу и геройство» был удостоен посмертно высокого звания Героя Советского Союза. Также посмертно был награждён орденом Ленина.
В его честь названа улица в Ушарале.